# Laeni Geiseler
Laeni Geiseler, född 2011 i Berlin, är en tysk barnskådespelare.
Geiseler har bland annat medverkat i filmen Marielle vet allt där hon spelade titelkaraktären Marielle. Hon har även medverkat i den prisade filmen Sound of Falling där hon spelade en av huvudrollerna, Lenka.

## Filmografi (i urval)
- 2025 – Marielle vet allt
- 2025 – Sound of Falling